# Rhododendron tsusiophyllum
Rhododendron tsusiophyllum je druh rostliny z čeledi vřesovcovité. V minulosti byl řazen do samostatného, monotypického rodu jako Tsusiophyllum tanakae. Je to endemit Japonska.

## Popis
Rhododendron tsusiophyllum je dřevina, keřík, dorůstající asi 50 cm výšky. Celá rostlina je ochlupená. Květy 1–2 vrcholové, pětičetné, krátce stopkaté. Barva květů bílá nebo světle růžová. Koruna 1 cm dlouhá, opadavá, rourkovitá. Tyčinek 5, Semeník třípouzdrý, huňatý, svrchní. Listy přezimující, elipticky obvejčité, 8–12 cm dlouhé, špičaté, odstále chlupaté, na spodní straně kromě žebra sivé a lysé.

## Výskyt
Na Japonských ostrovech, Hakone Area.